# Elafibranor
| Pharmakologische Daten  | Pharmakologische Daten |
| ----------------------- | --- |
| Verabreichungsweg       | Oral (Einnahme) |
| Plasmaeiweißbindung     | Ca. 99,7 % |
| Maximaler Plasmaspiegel | Nach 1,25 Stunden |
| Halbwertzeit            | 68,2 Stunden (Elafibranor) 15,4 Stunden (GFT1007)                                                                           |
| Metabolisierung         | - durch 15-Ketoprostaglandin-13-Δ-Reduktase (PTGR1) zum aktiven Hauptmetaboliten GFT1007 - über CYP2J2 und UDP-GT-Isoformen |
| Ausscheidung            | - Fäzes (etwa 77 % der Dosis) - Urin (etwa 19 % der Dosis)                                                                  |

Elafibranor ist ein Arzneistoff aus der Gruppe der Gallentherapeutika. Unter dem Präparatenamen Iqirvo (Hersteller: Ipsen Pharma) wurde er 2024 in den USA und in der EU zugelassen für die Zweitlinienbehandlung der primär biliären Cholangitis (PBC). Dies ist eine seltene Autoimmunerkrankung der Leber, die mit einer schrittweisen Zerstörung der Gallengänge einhergeht mit dem Risiko eines Leberversagens.
Die Verabreichung erfolgt peroral (Einnahme).

## Chemisch-physikalische Eigenschaften
Elafibranor ist ein nichthygroskopisches Pulver. Es ist schwer wasserlöslich, wobei die Löslichkeit mit höherem pH-Wert zunimmt. Die Substanz zeigt Polymorphie.
Elafibranor liegt stereochemisch an der Doppelbindung in einer trans-Konfiguration vor. In Lösung kann es unter Lichteinwirkung zu einer cis-trans-Isomerisierung kommen.

## Wirkungsmechanismus
Elafibranor und sein rasch gebildeter Hauptmetabolit GFT1007 wirken als Agonisten an den Peroxisomen-Proliferator-aktivierten Rezeptoren (PPAR) α und δ. Diese Rezeptoren gelten als Regulatoren im Gallensäure-Stoffwechsel. Ihre Aktivierung verringert die Gallentoxizität und verbessert die Cholestase durch Modulation der Gallensäuresynthese, der Entgiftung und der Transporter. Aus der Beeinflussung verschiedener Signalwege resultieren zudem entzündungshemmende Eigenschaften.
Es handelt sich um einen neuen Wirkungsmechanismus in der Behandlung der PBC („First-in-class“).

## Anwendungsgebiet
Das zugelassene Anwendungsgebiet ist die Behandlung der primär biliären Cholangitis bei Erwachsenen. Elafibranor wird zusätzlich zu Ursodeoxycholsäure (UDCA) gegeben, wenn Patienten nicht ausreichend auf UDCA ansprechen, oder als Monotherapie bei Patienten, die UDCA nicht vertragen.

## Nebenwirkungen und Anwendungsbeschränkungen
Die häufigsten Nebenwirkungen, die bei mehr als 10 % der Studienteilnehmer und mit einer höheren Inzidenz als in der Placebogruppe auftraten, waren Bauchschmerzen, Durchfall, Übelkeit und Erbrechen.
In der Schwangerschaft und bei Frauen im gebärfähigen Alter, die nicht verhüten, darf Elafibranor nicht angewendet werden. Studien mit Elafibranor an trächtigen Tieren haben eine Reproduktionstoxizität (Verlust des Föten, Missbildungen, Totgeburten) gezeigt. Die US-Zulassung empfiehlt die Anwendung nicht für Patienten mit Leberzirrhose.

## Klinische Prüfung
Die Zulassung basiert auf den Ergebnissen der Studie ELATIVE, einer doppelblinden, randomisierten, placebokontrollierten Phase-3-Studie an 161 Patienten mit PBC, die Elafibranor (allein oder in Kombination mit UDCA) oder Placebo mindestens 52 Wochen erhielten.
Der primäre Endpunkt war das Cholestase-Ansprechen in Woche 52, definiert als zusammengesetzter Endpunkt aus drei biochemischen Parametern: 
- Erreichen einer Serumkonzentration für alkalische Phosphatase von weniger als dem 1,67-fachen des oberen Normwerts,
- Abnahme der alkalischen Phosphatase um mindestens 15 % gegenüber dem Ausgangswert, und
- Gesamtbilirubin-Serumkonzentration weniger als oder gleich dem oberen Normwert.

Die wichtigsten sekundären Endpunkte waren die Normalisierung der alkalischen Phosphatase in Woche 52 und die Veränderung des Juckreizes (Pruritus), eines häufigen und stark beeinträchtigenden Symptoms der PBC. 
Die Behandlung mit Elafibranor führte zu größeren Verbesserungen der relevanten Endpunkte als die Behandlung mit Placebo: Den primären Endpunkt erreichten 51 % der mit Elafibranor behandelten Patienten gegenüber 4 % in der Placebogruppe. Eine Normalisierung der alkalischen Phosphatase erreichten 15 % in der Verumgruppe gegenüber 0 % in der Placebogruppe. Ein mittelschwerer bis schwerer Juckreiz verbesserte sich unter Elafibranor stärker, der Unterschied war aber nicht statistisch signifikant.
Die Zulassung erfolgte unter besonderen Bedingungen (bedingte Zulassung in der EU, accelerated approval in den USA) und auf Basis von Surrogatmarkern. Eine Verbesserung der Überlebensrate oder eine Vorbeugung vor Einschränkungen der Leberfunktion wurden nicht gezeigt. Zur Bewertung der Wirksamkeit und Sicherheit in Bezug auf langfristige klinische Ergebnisse führt der Zulassungsinhaber weiteren Studien (ELFIDENCE) durch.
Der Status als Orphan-Arzneimittel wurde 2019 (USA, EU) zugewiesen.

## Potentielle Anwendungsgebiete
Die Phase-2-Studie ELMWOOD untersucht die Sicherheit und Wirksamkeit von Elafibranor bei Erwachsenen mit primär sklerosierender Cholangitis (PSC).